# Dear Nobody
Dear Nobody är en engelsk ungdomsbok från 1991, skriven av Berlie Doherty och belönad med Carnegie Medal. BBC har bearbetat boken till en tv-film  och romanen har framförts både som radioteater och på scen i framförallt Storbritannien men även andra länder. Boken finns översatt till många språk och heter Kära Ingen i svensk översättning av Carla Wiberg.

## Handling
Boken handlar om två förälskade tonåringar, Chris och Helen. Helen förstår i början av året att hon blivit gravid och hon och Chris står inför det svåra beslutet om vad de ska göra. Båda två hade tänkt börja studera, men vid olika universitet, till hösten, så att deras vägar skulle komma att skiljas åt. Helen upplever att hon inte har någon att prata med om sina känslor så hon börjar skriva brev till sitt ofödda barn, som hon kallar "dear Nobody" – kära Ingen. De första breven är fyllda av den förvirring och desperation som Helen känner när hennes förhoppningar om framtiden kanske kommer att förändras. Hon försöker framkalla ett missfall genom en avsiktlig ridolycka, vilket dock misslyckas. Senare försöker Helens mamma få henne att göra en abort, men Helen bestämmer sig för att behålla barnet. Efter avslutningsproven i juni gör hon dock slut med Chris eftersom hon menar att det är bäst för dem båda två. Hon fortsätter att skriva breven till Ingen och i september när värkarna börjar skickar hon breven till Chris. 